# Chapelle Sainte-Catherine de Nod-sur-Seine
La chapelle Sainte-Caherine est une chapelle catholique située à Nod-sur-Seine en Côte-d'Or dont la construction remonte au XVIIe siècle.

## Localisation
La chapelle Sainte-Catherine est située hors du village de Nod-sur-Seine sur le coteau rive droite de la Seine au lieu-dit "Voisin", rue de la Chapelle.

## Historique
La chapelle date du XIIe siècle.
Elle est classée au titre des monuments historiques en 1938.

## Architecture et description
Construite en moellons calcaires et pierre de taille, la chapelle à nef unique en berceau est de plan allongé avec chevet plat. Le toit à longs pans est couvert de tuiles mécanique et de lauzes calcaires. Le clocheton situé au-dessus de l'entrée était à l'origine au milieu de la faîtière selon la tradition orale et une gravure publiée en 1855.

## Mobilier
La chapelle renferme :
- un chapiteau du XIIe siècle réemployé en bénitier est classé à titre objet des monuments historiques le 5 mars 1938[3] et
- plusieurs statues anciennes : sainte Catherine, Vierge à l'Enfant, saint Évêque[4].